# Javnaðarflokkurin

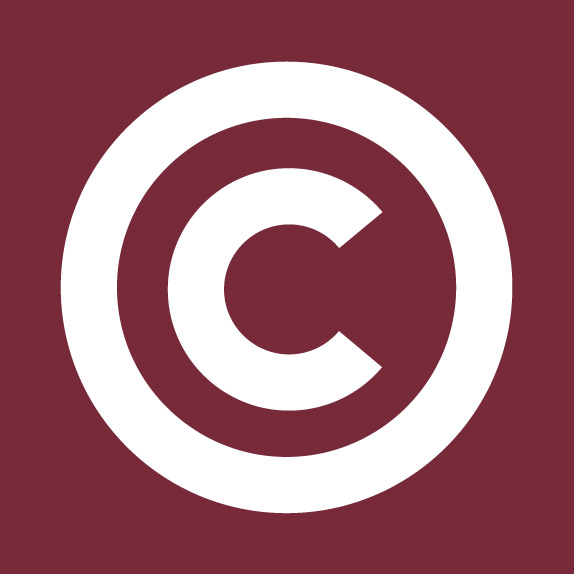
Partiets logotyp - "C" eftersom det är partiets valbokstav

Javnaðarflokkurin ("Jämlikhetspartiet") är ett socialdemokratiskt parti på Färöarna. Partiet grundades i september 1925.
Partiet accepterar den nuvarande unionen med Danmark (Rigsfællesskabet), men man försvarar den inte lika hårt som Sambandsflokkurin. 
Vid valet den 20 januari 2004 fick partiet 21,8 % av väljarnas röster och 7 mandat i lagtinget. Efter valet bildade Javnaðarflokkurin regering tillsammans med Fólkaflokkurin och Sambandsflokkurin. 
I det senaste[när?] lagtingsvalet tappade de samtliga tre regeringspartierna röster till oppositionen.
Javnaðarflokkurin gick bakåt med 2,4 procentenheter och miste en plats i lagtinget.
Ungdomsförbundet Sosialistiskt Ungmannafelag bildades 1965.
Tidningen Sosialurin ägdes tidigare av partiet, men 2006 sålde man den till de anställda och till Føroya Tele.

## Partiledare
- 1926–1936: Maurentius S. Viðstein
- 1936–1968: Petur Mohr Dam
- 1968–1969: Einar Waag
- 1969–1972: Jákup Frederik Øregaard
- 1972–1993: Atli P. Dam
- 1993–1996: Marita Petersen
- 1996–2011: Jóannes Eidesgaard
- Nuvarande: Aksel V. Johannesen

## Lagmän (regeringschefer) från Javnaðarflokkurin
- 1958–1962; 1967–1968: Petur Mohr Dam
- 1970–1981; 1985–1989; 1991–1993: Atli P. Dam
- 1993–1994: Marita Petersen
- 2004–2008: Jóannes Eidesgaard